# مورغان إليس
مورغان إليس هو لاعب هوكي الجليد كندي، ولد في 30 أبريل 1992 في Ellerslie-Bideford, Prince Edward Island ‏ في كندا.

## وصلات خارجية
- مورغان إليس على موقع دوري الهوكي الوطني (الإنجليزية)
- مورغان إليس على موقع EliteProspects.com (الإنجليزية)
- مورغان إليس على موقع Eurohockey.com (الإنجليزية)
- مورغان إليس على موقع HockeyDB.com (الإنجليزية)
- مورغان إليس على موقع Hockey-Reference.com (الإنجليزية)
- مورغان إليس على موقع أوليمبيديا (الإنجليزية)